# Pseudopyxis
Pseudopyxis  es un género con tres especies de plantas con flores perteneciente a la familia de las rubiáceas. 
Es nativo del sudeste de China y Japón.

## Especies
- Pseudopyxis depressa Miq. (1867).
- Pseudopyxis heterophylla (Miq.) Maxim. (1883).
- Pseudopyxis monilirhizoma Tao Chen (2007).